# Songs from the Tainted Cherry Tree
Songs from the Tainted Cherry Tree - debiutancki album studyjny brytyjskiej piosenkarki Diany Vickers. W Wielkiej Brytanii został wydany 3 maja 2010, natomiast w Polsce 5 lipca 2010. Na album trafiło trzynaście kompozycji. Pierwszym singlem promującym płytę została piosenka "Once".

## Single
- „Once” - debiutancki singel, wydany 19 kwietnia 2010.
- „The Boy Who Murdered Love” - drugi singel, wydany 18 lipca 2010.

## Pozycje na listach
| Lista (2009)                      | Pozycja | Certyfikat |
| --------------------------------- | ------- | ---------- |
| Europa - Eurochart Top 100 Albums | 4       |            |
| Irlandia - Irish Album Charts     | 7       |            |
| Wielka Brytania - UK Albums Chart | 1       | Złoto      |

## Historia wydania
| Region          | Data wydania     | Format               | Wytwórnia   |
| --------------- | ---------------- | -------------------- | ----------- |
| Irlandia        | 30 kwietnia 2010 | CD, Digital download | RCA Records |
| Wielka Brytania | 3 maja 2010      | CD, Digital download | RCA Records |
| Polska          | 5 lipca 2010     | CD                   | RCA Records |
| Niemcy          | 6 sierpnia 2010  | CD                   | RCA Records |